# Robert Pound
Robert Vivian Pound (Ridgeway, 16 mei 1919 – Belmont, 2 april 2010) was een Canadees-Amerikaans natuurkundige.

## Biografie
Pound studeerde aan de universiteit te Buffalo waar hij in 1941 zijn bachelor behaalde. In de Tweede Wereldoorlog deed hij onderzoek naar sonar bij de Submarine Signal Company (1941/42) en aan radars bij het Radiation Laboratory van het Massachusetts Institute of Technology (tot 1946). In 1945 werd hij als Junior Fellow aangenomen bij de Harvard-universiteit, waar hij vervolgens in 1948 tot assistent-professor en in 1968 – hoewel nooit gepromoveerd – tot Mallinckrodt Professor in de natuurkunde werd benoemd.
Samen met zijn assistent Glen Rebka voerde Pound in 1960 het Pound-Rebka-experiment uit. Met behulp van het mössbauereffect leverde hij het eerste bewijs van de gravitionele roodverschuiving in de straling van een gammabron in het zwaartekrachtsveld van de aarde. Hiermee toonden ze de juistheid aan van de algemene relativiteitstheorie van Albert Einstein. Voor hun experiment maakten Pound en Rebka gebruik van de slechts 22,6 meter hoge Jeffersontoren van de Harvard-universiteit.
Ook was Pound lid van het Harvardteam rond Edward Mills Purcell die het principe van de kernspinresonantie ontdekte, waarvoor Purcell in 1952 de Nobelprijs voor de Natuurkunde kreeg.

## Erkenning
Pound was van 1961 lid van de National Academy of Sciences. In 1965 werd hij onderscheiden met de Eddington Medal van de Royal Astronomical Society en in 1990 met de National Medal of Science.